# Dějiny psychologie
Dějiny psychologie je pojem, který lze vymezit dvěma způsoby - buď jako dějiny přemýšlení o jevech, které lze označit za psychologické (tedy včetně vývoje názorů teologických, filozofických, okultních atp.), anebo jako dějiny moderní psychologie, vědního oboru. Tento rozpor popsal již Hermann Ebbinghaus v roce 1908, když poznamenal, že "psychologie má dlouhou minulost, ale krátkou historii". Lidé se o psychologické poznatky zajímali už od pradávna, avšak až během 18. a 19. století byla provedena řada výzkumů, které je možné označit jako psychologické Jako samostatná věda se pak psychologie pod vlivem věd přírodních (zejména medicíny a fyziologie) vydělila z filozofie ve druhé polovině 19. století. Dodnes jsou v psychologii patrná dvě hlavní paradigmata, a to duchovědné (spíše filozofické) a přírodovědné (objektivistické, experimentálně podložené a odvozené spíše z věd přírodních).

## Předvědecké psychologické myšlení

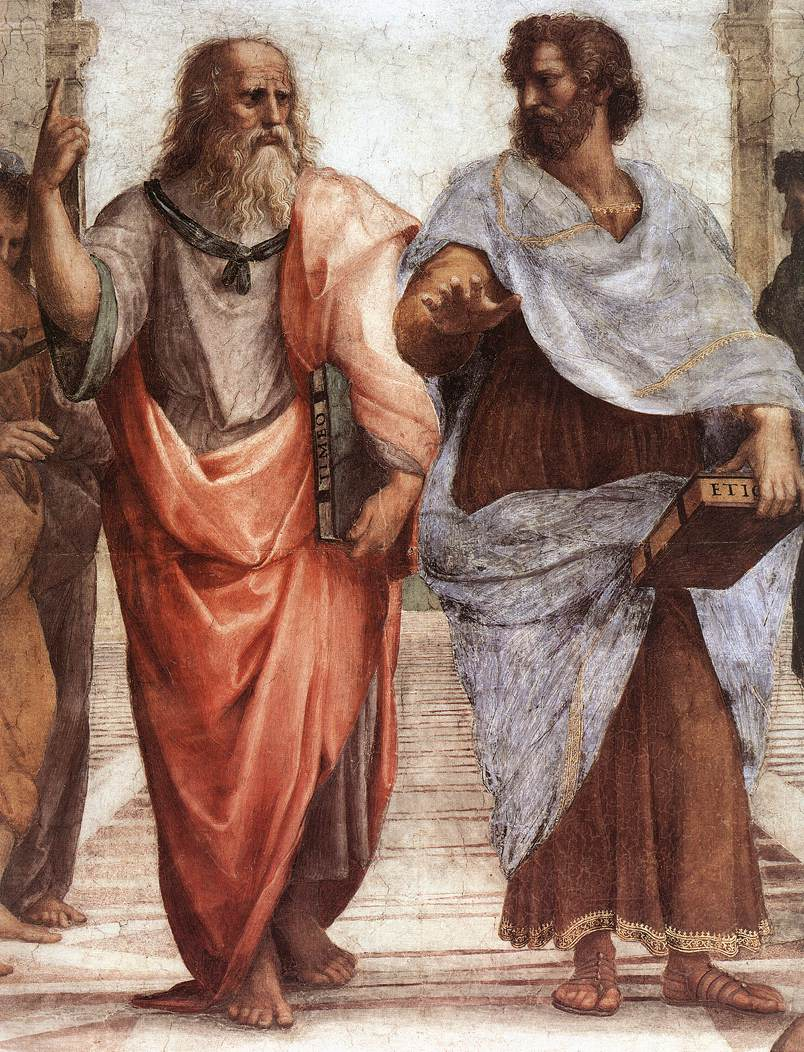
Platón a Aristotelés na Raffaelově vyobrazení

Starověcí řečtí filozofové, počínaje Thalétem z Milétu (asi 550 př. n. l.), vyvinuli propracovanou teorii toho, čemu říkali psýché (od kteréhož pojmu ostatně je odvozeno i moderní slovo psychologie, a který se obvykle překládá jako duše). Milétští filozofové, jako byl Thalés, řešili především to, z jaké (pra)látky je duše. Thalés soudil, že z vody. Takové paramaterialistické uvažování mělo ovšem jen málo psychologických konsekvencí.
Skutečné myšlení o duši iniciuje v řeckém prostředí patrně až Pythagoras. Na jedné straně přichází s tajuplnou teorií, že „duše je číslo”, na straně druhé mluví o duši jako o „nesmrtelném démonu" a přichází s klasickou představou o stěhování duší (metempsychosa), kterou patrně převzal od egyptských kněží. Tato teorie velmi silně formovala většinu mystických, gnostických a lidových představ o duši jakožto substanci odlučitelné od těla.
Podobně viděli duši orfisté a Empedoklés, pro něž bylo tělo „hrobem duše”. Anaxagorás zavedl pojem nús, aby rozlišil ducha (myšlení, rozum) a duši. Soudil, že duši mají všechny živé bytosti, ducha jen člověk. Démokritos viděl duši jako velmi jemnou hmotu, jejíž atomy jsou rozptýleny po celém těle. Sókratés už viděl duši více jako vůli - definuje ji schopností rozhodovat o sobě samém za pomoci „poznání pravdy a schopnosti rozeznat dobré a zlé". Duše už pro Sokrata není „něco v těle”, ale spíše princip života. Z psychologického hlediska je nejdůležitější Sokratova teze, že pečovat o duši a její zdraví lze jen řečí, a že „poznání sebe sama” má terapeutické účinky.
Nejvlivnější v Řecku byly ale texty Sokratova žáka Platóna, jeho psychologie je obsažena zejména v dialogu Ústava. Platón rozlišoval tři části duše – logos (rozum), thymos (emoce, temperament) a eros (přání, touha). Tato představa měla mimořádný vliv na evropskou kulturu, ovlivňovala ještě Freuda. V dialogu Faidros tento koncept Platón rozvíjí známou metaforou o muži, který řídí vůz tažený dvěma koňmi – řidičem je rozum a dva koně, které krotí, ale zároveň využívá jejich energii k pohybu, jsou emoce a touha.
Aristotelés se psychologickými tématy zabýval především ve spise Peri Psyches, známém též pod latinským názvem De Anima. Zde přináší koncepci, že duše je na počátku života tabula rasa, nepopsaný list, a teprve zkušeností získává nějaký tvar. Duši pak Aristoteles definuje jako formu, přesněji jako entelechii (plán, zacílenost), která určuje, jaké bude tělo, z čehož mimo jiné plyne, že duše a tělo jsou neoddělitelné. Duše má podle Aristotela v sobě čtyři základní „mohutnosti”: vyživování (plodnost), vnímání, myšlení a pohyb. I Aristoteles vidí tedy psychiku spjatou s pudovostí. Svou potenciálně velmi protináboženskou koncepci duše zmírňuje rozlišením smrtelné a nesmrtelné části duše, aby vyřešil kompromisem problém její spjatosti s tělem. Helénističtí filozofové (stoikové a epikurekci) se odchýlili od této platónsko-aristotelovské tradice svým zájmem o otázku fyziologického základu mysli, čímž vrátili do hry „materialistický přístup”, jemuž otevřel bránu Démokritos. Na to pak navázal především římský lékař Galén.

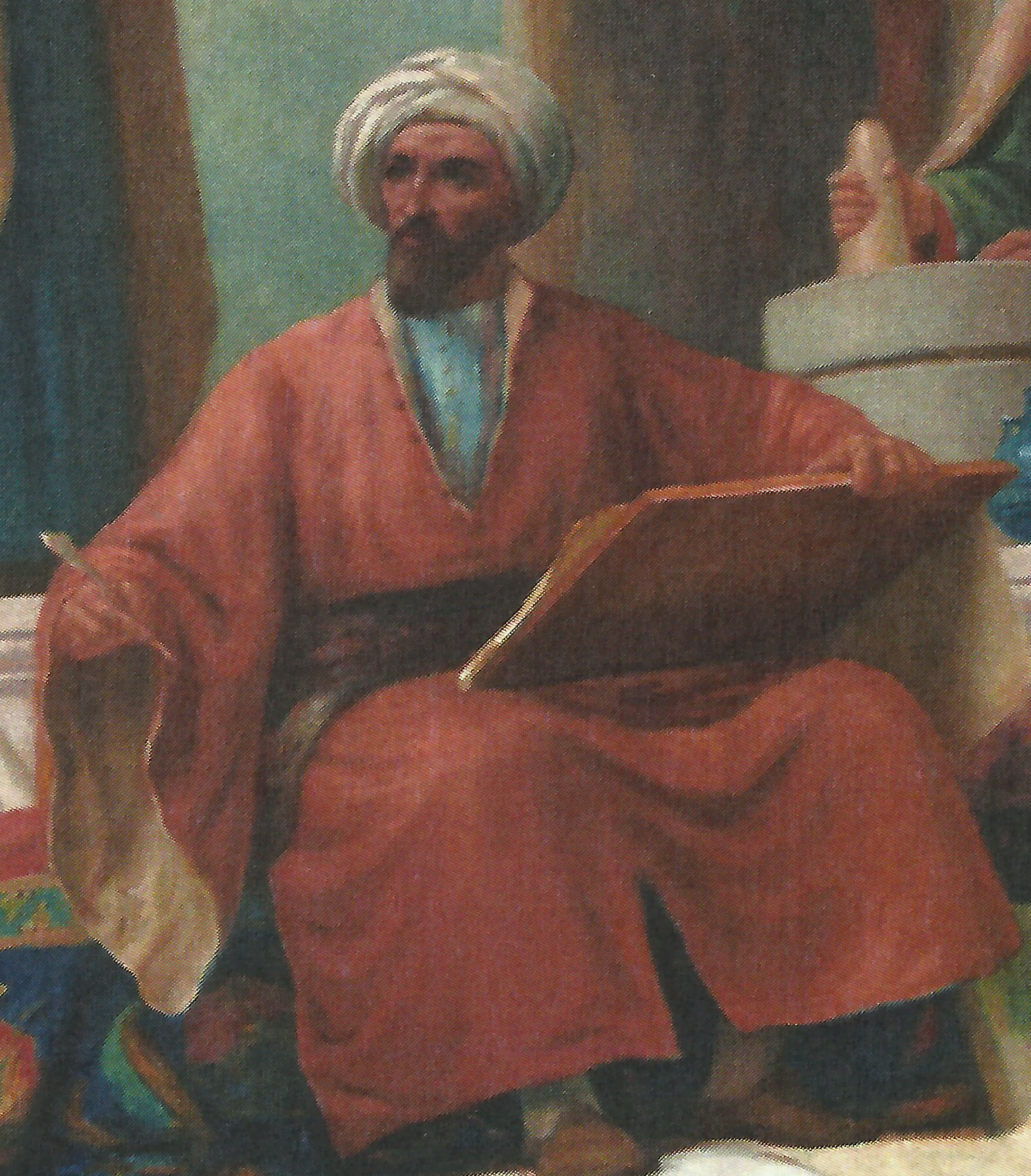
Avicenna

Antická před-psychologie měla na počátky moderní psychologie asi vliv největší, ale i staré mimoevropské kultury spekulovaly o povaze mysli, duše, ducha, mozku atd. Například staroegyptský Papyrus Edwina Smithe obsahuje raný popis mozku a spekulace o jeho funkcích. Ačkoli jiné lékařské dokumenty starověku byly plné zaklínadel a rituálů určených k zahánění démonů způsobujících nemoci, papyrus kupodivu určuje k léčení nemocí mozku padesátkrát léky a jen dvakrát zaklínadla. Také indická Védánta měla propracovanou teorii „já“ a duše. Klíčovým byly pojmy átma (duše) a ahankára (jáství), myslitelé se pak přeli především o to, zda átma, individuální duše, splývá plně s univerzálním duchem (brahmou), nebo nikoli. Buddhismus posléze došel nejdál v popírání jakékoli existence individuálního jáství, které označil pouze za zlou iluzi (máju), jíž je potřeba se zbavit. Jádrem buddhistické psychologie byl koncept skandha, který řešil témata vnímání, cítění a vztahu fyzického a duševního. Pozdější evropské pojmy nevědomí nebo seberealizace předjímá zvláště tzv. ušlechtilá osmidílná stezka. Za psychoterapeutická lze označit některá východní dechová cvičení, meditaci nebo jógu.
Otázkám duše a mozku se velmi věnovali středověcí muslimští lékaři. Alkindus (801–873) uvažoval o možnostech muzikoterapie. Abu Zaíd al-Balchí (850–934) předjímal psychosomatiku, když tvrdil, že „pokud onemocní duše, může se nakonec vyvinout fyzické onemocnění." Definoval též dva typy toho, čemu nyní říkáme deprese: jeden způsobený známými důvody, jako je ztráta nebo selhání, a jiný typ způsobený neznámými důvody, asi fyziologickými. Alhazen (965-1040) udělal první krůčky v oblasti experimentální psychologie, když provedl experimenty v oblasti vizuálního vnímání, zejména barev a světla. Aliboron (973-1048) vytvořil jiný experiment pro zkoumání reakční doby. Avicenna (980-1037) popsal jevy jako halucinace, nespavost, mánie, noční můra, melancholie, demence, epilepsie, psychogenní ochrnutí, závrať nebo třes. Averroes (1126-1198) přisoudil sítnici oka vlastnosti fotoreceptoru. Také středověká židovská filozofie byla psychologickým otázkám nakloněná, Maimonides například popsal psychologické dopady vztekliny nebo otravy rulíkem zlomocným. Křesťanští středověcí myslitelé se věnovali podobným otázkám méně, ale někteří soudobí autoři hledají zárodky psychologie i ve středověké teologii, zvláště tomistické. Psychoanalytik Erik Erikson dokonce tvrdil, že každá teologie byla koneckonců psychologií a lze ji takto reinterpretovat. K prvním středověkým evropským myslitelům, který se přímo obrátil k psychologické tematice, patřil Polák Witelo, který ve svých pracích o optice ze 13. století otevřel téma asociace myšlenek, které v moderní psychologii sehrálo velkou roli. Tématu se později, v 18. století, chopili John Locke, David Hume, David Hartley, James Mill a John Stuart Mill a bezprostředně tak připravili moderní psychologii půdu.

## Počátky vědecké psychologie

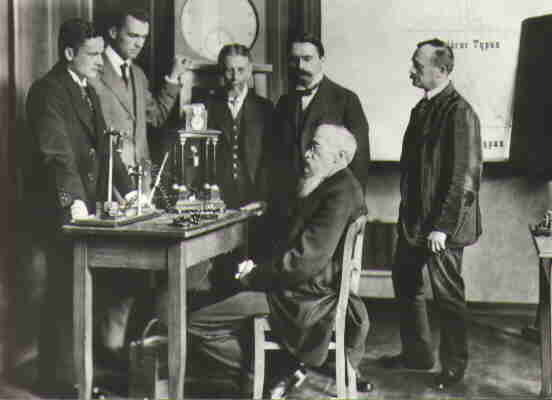
Zakladatel psychologie Wilhelm Wundt zhruba okolo roku 1880 se svým výzkumným týmem v laboratoři v Lipsku.

Ačkoliv zdroje vlivů, kulminujících ve vědecké psychologii poloviny devatenáctého století lze vystopovat v psychologii antické a předrenesanční, je to přece jen primárně historie idejí, začínající renesancí, která osvětluje duchovní atmosféru místa a času poloviny devatenáctého století. Do poloviny 19. století byla psychologie součástí filozofie. Za jejího zakladatele ve filozofických vědách byl považován Aristoteles (384–322 př. n. l.). Jeho výzva adresovaná člověku a prostupující podstatnou část jeho psychologického myšlení je: „Staň se, čím jsi.“ Vědecká psychologie, snažící se o kauzální výklad psychických jevů a přírodovědně orientovaná, se mohla rozvinout díky fyzice, fyziologii, evoluční biologii, atomismu, kvantifikujícím a laboratorním přístupům včetně přístrojových prostředků, použitým k řešení vědeckých problémů. Vznik vědecké psychologie byl podpořen také kritickým empirismem, asocianismem a materialismem.
Počátky vědecké psychologie jsou obvykle datovány rokem 1879, kdy Wilhelm Wundt založil první psychologickou laboratoř na univerzitě v Lipsku v Německu. Wundt se při své práci do vysoké míry opíral o introspekci (pozorování a zaznamenávání povahy svého vlastního vnímání, myšlení a cítění).
Vznik laboratoře měl takový význam, protože v té době určovaly experimentální disciplíny (zejména přírodovědné) co je vědní a co ne. Chtěla-li se psychologie stát uznanou vědou, musela i ona prokázat, že je schopna pracovat experimentálně, v laboratoři. Laboratorní práce nabízela záruku, že objektivní metodou budou získány spolehlivě ověřitelné a opakovatelné poznatky: podobně jako je tomu v chemii, fyzice nebo filozofii.
Kromě Wundta jsou svými výzkumy důležití fyziolog Hering a fyzik Ernst Mach, působící v druhé polovině 19. století v Praze, studovali počitky a vjemy. Külpe hlavní představitel Würzburské školy, zkoumal myšlenkové procesy, Ebbinghaus paměť a učení.
Nová evropská psychologie byla značnou měrou fyziologická, experimentální, elementová, asocianistická, hlavní metodou byla introspekce, i když jiné metody se též užívaly. Byla zaměřena hlavně na procesy vnímání. William James přenášel, podobně jako i jiní Američani, evropskou psychologii do Spojených států, kde se však dále vyvíjela spíše ve smyslu funkcionalismu. James zdůraznil nutnost studia návyků, emocí a vědomí.

## Strukturalismus a funkcionalismus
Metoda introspekce se neosvědčila, obzvlášť při sledování rychlých duševních procesů. A tak v raném vývoji psychologie začaly hrát důležitou úlohu směry strukturalismus (rozkládání, resp. analýza duševních struktur) a funkcionalismus (studium operací mysli, sloužících adaptaci organismu na okolní prostředí a fungování v něm).
Hlavním propagátorem strukturalistického směru byl E. B. Titchener, psycholog z Cornellovy univerzity a Wundtův žák, který pro tento směr psychologie zavedl tento název. Ovšem jiní psychologové s tímto analytickým přístupem strukturalismu nesouhlasili. William James, psycholog na Harvardově univerzitě, se domníval, že by se na analýzu prvků vědomí měl klást menší důraz a naopak větší pozornost by měla být věnována jeho proměnlivé, osobní podstatě, jeho přístup byl nazván funkcionalismus, který zejména rozšířil rámec psychologie o chování, coby předmět zkoumání.

## Psychoanalýza

Přirovnání psychiky k vědomí s vědomou částí nad hladinou a podvědomím v hloubce.

Psychoanalýza je teorií osobnosti a zároveň metodou psychoterapie. Historie psychoanalýzy se rozvíjela spíše jako součást lékařské psychologie a psychiatrie, která částečně navazovala na historii hypnotismu a zakládala se na klinických zkušenostech. Její počátky jsou spojeny se jménem Sigmunda Freuda a spadají na přelom 19. a 20. století a v tehdejší době znamenala určitou revoluci v pojetí lidské psychiky. Sigmund Freud psychoanalýzu definoval jako „vědu o nevědomí“ – psychologie do té doby s tímto pojmem nepracovala. Ústředním tématem psychoanalýzy je nevědomí, které můžeme definovat jako myšlenky, postoje, podněty, přání, motivy a emoce, jichž si nejsme vědomi. Nevědomé myšlenky se projevují mnoha způsoby, například ve snech, přeřeknutích a chybných úkonech. Během volných asociací je pacient vyzván, aby říkal, cokoli mu přijde na mysl, aby mohlo dojít ke zvědomění nevědomých přání. Jedinci si nejsou zcela vědomi některých důležitých aspektů svého chování, jejich zvědomění může přispět k jejich léčení. Mnoho z našeho chování má kořeny v procesech, které jsou nevědomé. Nevědomím rozumí Freud myšlenky, strachy a tužby, kterých si jedinec není vědom, ale které ovlivňují jeho chování. Podle Freuda je agresivní chování založené na vrozeném instinktu.
Na psychoanalýzu navázala Neopsychoanalýza, odmítající instinktivní a biologické základy klasické psychoanalýzy a hledající zdroj konfliktů v sociální oblasti, v raných dětských zážitcích i v konfliktu jedince s požadavky dané kultury; většinou se jedná o metodu volných asociací.

## Behaviorismus
Odvozeno od anglického behaviour (česky chování). Pro strukturalismus a funkcionalismus byl charakteristický systematický přístup k předmětu studia a psychologii chápali jako vědu o vědomé zkušenosti. Kolem roku 1920 však tyto školy byly nahrazeny novými školami. Největší vliv na vědeckou psychologii Severní Ameriky získal asi až do roku 1950 behaviorismus. Zakladatel John B. Watson nesouhlasil s názorem, že předmětem studia psychologie je vědomá zkušenost, a nesouhlasil ani s psychoanalýzou v tom, že studium lidské mysli je ústředním tématem psychologie. Tvrdil například, že psychologie zvířat a psychologie dětí jsou samostatné vědecké disciplíny a že se mohou stát vzorem pro psychologii dospělých, při svých studiích ale ještě o vědomí nehovořil. Vzhledem k tomu že chování je pozorovatelné a vědomí není, introspekce přestávala stačit a nový směr se rychle uchytil.
Podle Watsona je téměř všechno chování výsledkem podmiňování a prostředí formuje chování jedince posilováním určitých návyků. Dáme-li např. dítěti sušenku, aby přestalo plakat, jeho chování tak spíše posílíme – odměníme. Odměněná reakce byla považována za nejmenší jednotku chování, na jejímž základě mohou vznikat mnohem složitější vzorce chování. Behavioristé uvažovali o psychologických jevech v pojmech podnětu a reakce, čímž došlo ke vzniku názvu „S–R psychologie“ (Stimulus–Response, česky podnět – reakce). Tento přístup nebere v úvahu duševní procesy, o lidském vědomí někdy mluví jako o neproniknutelné schránce (ang. black box) a sleduje pouze vstupy a výstupy. Hlavní předností behavioristické psychologie tak byl psychologický experiment, který poskytoval jasně vyjádřitelné výsledky.
V důsledku kritiky radikálního behaviorismu vznikl ve 30. letech 20. stol. neobehaviorismus, který se snažil překonat mechanické chápání psychiky. Neobehaviorismus upravil rovnici S-O-R (stimulus-object-response, přičemž objekt je intervenující proměnná v podobě lidské mysli).

## Druhá polovina 20. století
Do druhé světové války byl dominantním směrem behaviorismus, především v USA, přestože například v Německu byla populární tvarová psychologie, své kořeny měla hluboko i psychoanalýza a stále existovalo více dalších psychologických směrů. Po válce se zájem o psychologii zvýšil a ukázalo se, že staré postupy již nejsou dostačující. Tento názor byl potvrzen rozvojem počítačů.
Herbert A. Simon a jeho kolegové na konci padesátých let publikovali řadu prací uvádějících, jak mohou být psychologické jevy simulovány prostřednictvím počítače. Dále byla v rámci přístupu založeného na zpracování informací přehodnocena řada psychologických konceptů.
Noam Chomsky, jehož kniha Syntaktické struktury (v ang. orig. Syntactic Structures) z roku 1957 dala podnět k prvním základním analýzám jazyka a ke vzniku psycholingvistiky a byla dalším důležitým podnětem pro psychologii. Lingvisté se začali zabývat mentálními strukturami potřebnými pro porozumění jazyku a jeho produkci.
V padesátých letech se začala výrazně rozvíjet neuropsychologie.
V průběhu 20. století se tedy těžiště zájmu psychologů vrátilo do stejného místa, odkud původně vyšlo, ke sledování vnitřních duševních struktur a procesů, tentokrát ale s novými a lepšími nástroji zkoumání. Souběžně vznikalo větší množství dílčích psychologických směrů, které však již nebyly v tak ostrém sporu.

## Současný vývoj
V současnosti už nejsou jednotlivé psychologické přístupy tolik vyhraněné a většina historických směrů je stále mezi psychology populární. Velký důraz je dnes kladen na využití počítačů a modelování lidské psychiky prostřednictvím psychometrických postupů. V posledních 20 letech se stávají stále populárnější také postmoderní psychologické směry jako například diskurzivní psychologie, která se zaměřuje na vnímání světa jednotlivcem a na způsob budování individuální zkušenosti, nebo kritická psychologie, kritizující mainstreamovou psychologii a způsob jejího nahlížení na psychopatologii.